# Station Shijonawate
Station Shijōnawate  (四条畷駅,  Shijōnawate-eki) is een spoorwegstation in de Japanse stad Daitō. Het wordt aangedaan door de Gakkentoshi-lijn. Het station heeft vier sporen, gelegen aan twee eilandperrons. Hoewel het station vernoemd is naar de stad  Shijōnawate, ligt deze in de stad Daitō.

## Treindienst

### JR West
| 1,2 | ■ Gakkentoshi-lijn | richting Kyōbashi, Kita-Shinchi en Amagasaki |
| 3,4 | ■ Gakkentoshi-lijn | richting Matsuiyamate en Kizu                |

## Geschiedenis
Het station werd geopend in 1895. In 1978 werd er een nieuw station gebouwd.

## Overig openbaar vervoer
Er bevindt zich een busstation nabij het station. Er vertrekken bussen van Kintetsu en Keihan.

## Stationsomgeving
- Shijōnawate-schrijn
- Graf van Wada Kenshū (generaal)
- Graf van Masatsura Kusunoki (legeraanvoerder)
- Osaka Electro-communicatie universiteit
- Verkorte universiteit van Shijōnawate
- FamilyMart
- AM/PM

Kizu · Nishi-Kizu · Hōsono · Shimokoma · JR Miyamaki · Dōshisha-mae · Kyōtanabe · Ōsumi · Matsuiyamate · Nagao · Fujisaka · Tsuda · Kawachi-Iwafune · Hoshida · Higashi-Neyagawa · Shinobugaoka · Shijōnawate · Nozaki · Suminodō · Kōnoikeshinden · Tokuan · Hanaten · Shigino · Kyōbashi